# Complexo Olímpico de Macao
Il Complexo Olímpico de Macao è un impianto sportivo polivalente sito sull'isola di Taipa, nella regione amministrativa speciale di Macao, in Cina. Era precedentemente conosciuto con il nome di Estádio Campo Desportivo, fino alla ristrutturazione del 2005.
Vi disputa le proprie partite interne la Nazionale di calcio di Macao.

## Storia
Lo stadio è stato costruito nel 1995 e inaugurato il 22 febbraio 1997. Nel 2005 è stato oggetto di profonda revisione, al fine di aumentare la sua capacità per ospitare i Giochi dell'Asia orientale del 2005.

## Struttura
L'impianto è costituito da tre campi da tennis, una pista di hockey indoor, una piscina olimpionica, un campo da calcio in miniatura, una sala polifunzionale e uno stadio con capienza di 15.722 posti a sedere, avente il terreno di gioco in erba, corredato da una pista di atletica e una zona per il salto in lungo.